# Vivek Sharma
Pour les articles homonymes, voir Sharma.
Vivek Sharma est un réalisateur, assistant réalisateur et scénariste indien.

## Filmographie

### Réalisateur et scénariste
- Kal Kisne Dekha (2009) (post-production)
- Bhoothnath (2008)

### Assistant réalisateur
- Major Saab (1998)
- Duplicate (1998)
- Angaaray (1998)
- Chaahat (1996)
- Criminal (hi) (1995)
- Naajayaz (1995)
- Sir (1993) (Vivek)
- Phir Teri Kahani Yaad Aayee (1993)